# Oskari Tokoi

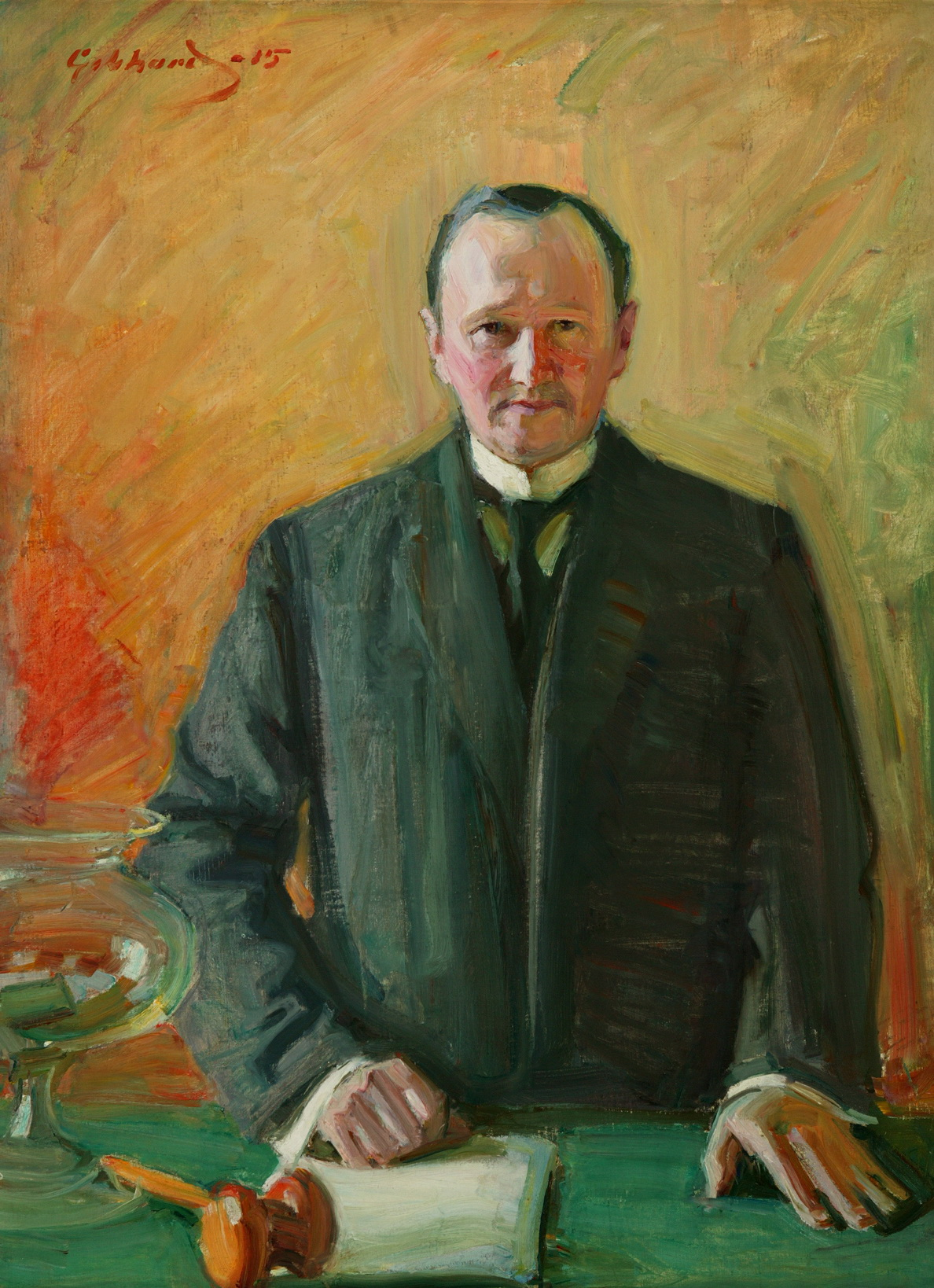
Oskari Tokoi, målning utförd av Albert Gebhard (1915).

Antti Oskari Tokoi, ursprungligen Hirvi, född 15 maj 1873 i Kannus, död 4 april 1963 i Leominster i Massachusetts, USA, var en finländsk politiker och publicist, "världens första socialistiska statsminister".

## Biografi
Tokoi var gruvarbetare i Amerika från 1891 till 1900 och sedan jordbrukare i Finland. Därefter blev han socialdemokratisk agitator och från 1907 lantdagsman. Han blev 1912 Finska landsorganisationens ordförande. 
Tokoi var mellan mars och augusti 1917, efter ryska februarirevolutionen, vice ordförande i senaten, det vill säga regeringschef. 
I de upprörda tiderna vacklade Tokoi mellan de nationella självständighetssträvandena och de socialt revolutionära strävandena i samverkan med ryska revolutionärer. Med tiden anslöt sig Tokoi till de senare och blev medlem av den folkkommissariatet 1918. Tillsammans med övriga röda ledare flydde han till Ryssland. 
Tokoi gick sedan i brittisk tjänst i Murmansk och kom via Kanada till USA.